# カルロ・ペドロッティ
カルロ・ペドロッティ（Carlo Pedrotti, 1817年11月12日 - 1893年10月16日）は、イタリアの指揮者、作曲家、音楽教師。

## 略歴
ボローニャに生まれる。作曲家ドメニコ・フォローニの下で研鑽を積み、ヌオーヴォ劇場、フィラルモニコ劇場の指揮者を経、のちトリノ音楽院院長、トリノ・レージョ劇場音楽監督を務めた。レージョ劇場でのペドロッティの活躍は特筆すべきもので、30年にわたって同劇場にあり、スカラ座、フェニーチェ座の台頭により長期低落傾向にあった同劇場の水準を著しく向上させるとともに、マイアベーア『アフリカの女』、フロトー『マルタ』、トマ『ミニョン』、マスネ『ラオールの王』、カール・ゴルトマルク『シバの女王』、ノー『サモラの貢ぎ物』や、ビゼー『カルメン』、ワーグナー『ローエングリン』など、フランス・オペラ、ドイツ・オペラの紹介にも尽力した。
作曲家として数点のオペラを遺したが、それらが今日顧みられることはほとんどない。音楽教師としては、フランチェスコ・タマーニョ、アレッサンドロ・ボンチ等を育てた。
晩年は健康を害し、アディジェ川で入水自殺を遂げた。

## 参考文献

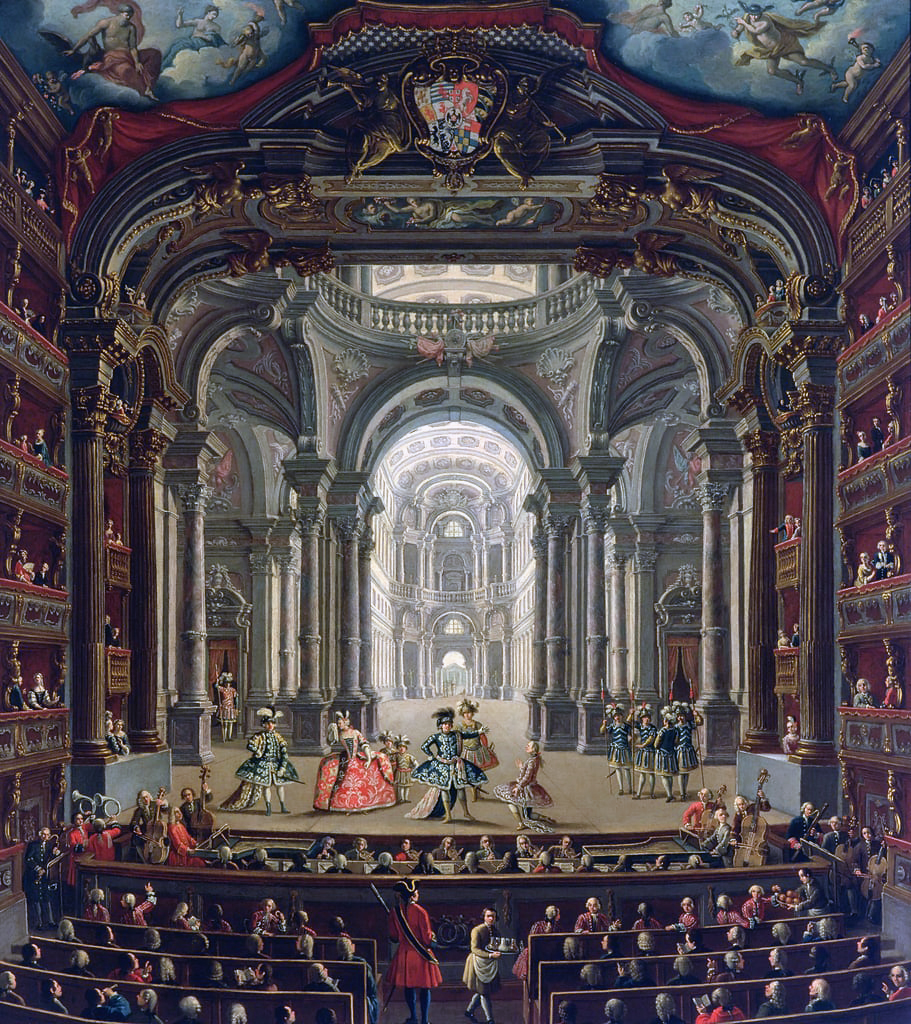
レージョ劇場

## 作曲
『皆で仮面をつけて』（1856年）